# Johann Eck
|  | Ikke at forveksle med katolikken Johannes Eck som var Martin Luthers modstander |
Johann Eck (født 1494 i Kulmbach, Tyskland, død 4. maj 1554 i Coburg i Oberfranken)  var en tysk evangelisk teolog og reformator. 
Johann Eck hørte til de første forkyndere af det reformatoriske budskab i Franken1), fra omkring 1523/24 i Kulmbach i Oberfranken. (Kilde: tysk Wiki)

## Fodnoter
1) Franken var et af de store stamhertugdømmer som Tyskland var opdelt i. I dag er Franken et landskab i forbundsstaten Bayern i Tyskland. Det består af de tre dele Oberfranken, Mittelfranken och Unterfranken. Den største by i Franken er Nürnberg.